# Reciclagem de fluxo único

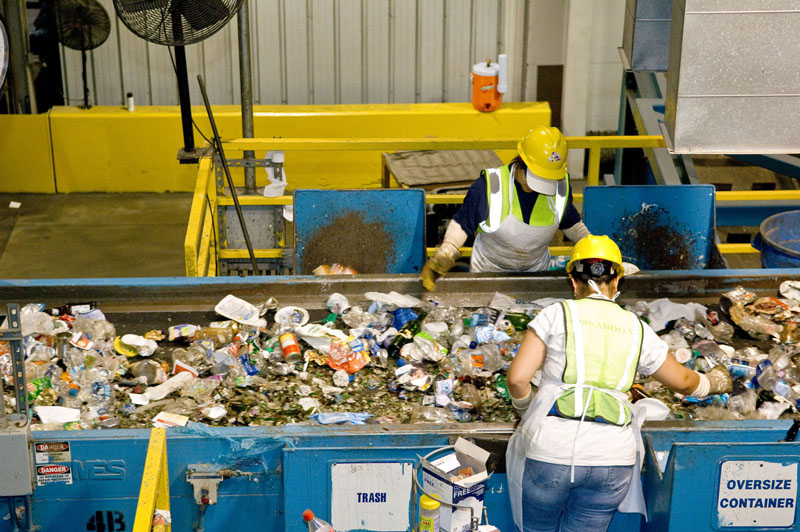
Instalação de recuperação de materiais no Condado de Montgomery, Maryland

Reciclagem de fluxo único (também conhecido como "totalmente misturado" ou "único") refere-se a um sistema no qual todas as fibras de papel, plásticos, metais e outros recipientes são misturados em um caminhão de coleta, em vez de serem separados pelo depositante em mercadorias separadas (jornal, papelão, papelão ondulado, plástico, vidro, etc.) e manuseadas separadamente durante o processo de coleta. Em fluxo único, os sistemas de coleta e processamento são projetados para lidar com essa mistura totalmente misturada de recicláveis, com os materiais sendo separados para reutilização em uma instalação de recuperação de materiais.
A opção de fluxo único substitui a opção de fluxo duplo, que é onde as pessoas separam certos materiais recicláveis e os colocam em recipientes separados para coleta. Da perspectiva do consumidor final, o fluxo único é mais fácil de participar. No entanto, a reciclagem de fluxo único tem desvantagens, incluindo a saída de plásticos e papel de qualidade inferior para os recicladores. Este material de qualidade inferior deve ser processado mais a jusante.

## Vantagens

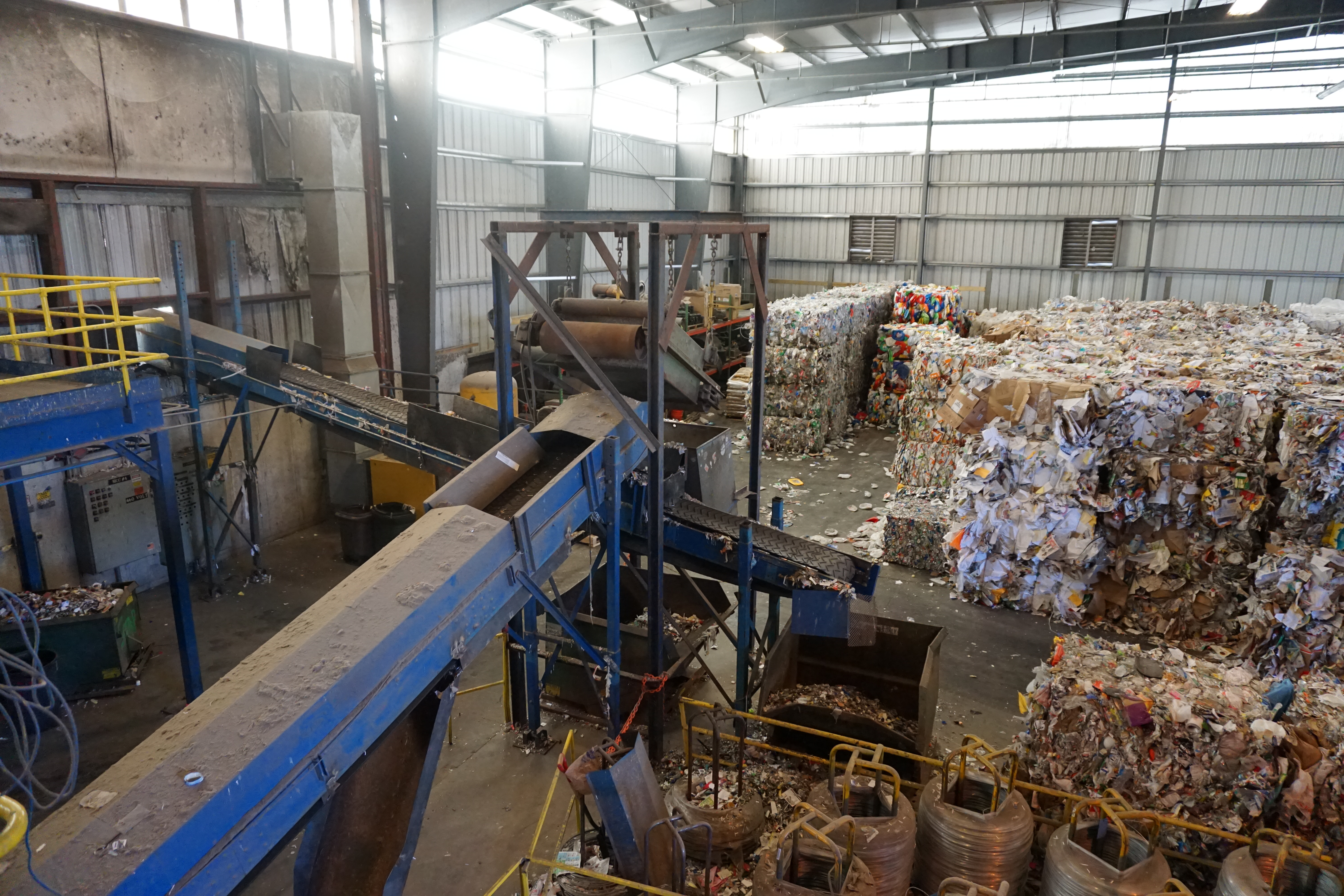
Instalação de recuperação de materiais em Ann Arbor, Michigan

Os defensores da reciclagem de fluxo único observam várias vantagens: 
- O esforço reduzido de separação por parte dos residentes pode significar que mais materiais recicláveis são movidos para o meio-fio e mais residentes podem participar da reciclagem;[4]
- Custos de coleta reduzidos porque os caminhões de compartimento único são mais baratos para comprar e operar, a coleta pode ser automatizada e as rotas de coleta podem ser atendidas com mais eficiência. O fluxo único reduziu o tempo que um motorista leva para coletar os recicláveis, o que reduz o tempo do motorista na estrada.
- Maior flexibilidade da frota, que permite que veículos de compartimento único sejam usados para coleta de reciclagem, proporcionando maior flexibilidade da frota e reduzindo o número de veículos reserva necessários. Para evitar confundir os clientes, às vezes é usado um grande cartaz ou faixa para distinguir quando um caminhão de lixo está sendo usado para coletar lixo (em vez de lixo).
- Os ferimentos dos trabalhadores podem diminuir porque a mudança para o fluxo único é frequentemente acompanhada por uma mudança de lixeiras para a coleta baseada em carrinho.
- Mudar para fluxo único pode fornecer uma oportunidade para atualizar o sistema de coleta e processamento e adicionar novos materiais à lista de recicláveis aceitos; e
- Mais notas de papel podem ser coletadas, incluindo mala direta, listas telefônicas e papel residencial misto.

## Desvantagens
- Custo de capital inicial para:
  - Novos carrinhos
  - Diferentes veículos de coleta
  - Atualizando a instalação de processamento
- Os custos de processamento podem aumentar em comparação com sistemas de fluxo múltiplo. No geral, o fluxo único custa cerca de US $ 3 a mais por tonelada do que o fluxo duplo.[5]
- Aumento da contaminação no recipiente de reciclagem. Possível redução dos preços das commodities devido à contaminação de papel ou plástico[6]
- Aumento do downcycling de papel, ou seja, uso de fibras de alta qualidade para usos de baixo custo, como papelão, devido à presença de contaminantes;
- Possível aumento nas taxas residuais após o processamento (principalmente devido ao aumento da quebra do vidro) [7]
- Potencial de diminuição da confiança do público se mais recicláveis forem destinados para descarte em aterro devido à contaminação ou impossibilidade de comercializar os materiais.

## Sistema de fluxo único
Um sistema de fluxo único é uma rede complexa de máquinas que usa uma combinação de tecnologias mais novas e mais antigas para classificar materiais para reciclagem, incluindo PET, HDPE, alumínio, latas, papelão e papel.
Lista de equipamentos usados em um sistema de fluxo único:
1. Tambor de raspagem traseiro: espalha os materiais em uma correia transportadora
2. Tela OCC: seleciona papelão / embalagens velhas de papelão ondulado (OCC). O papelão é enviado para a enfardadeira de carneiro simples para ser enfardado.
3. Tela de Finos: todo o material, exceto papelão, passa pela Tela de Finos. A tela de finos separa pedaços de vidro e materiais finos com menos de cinco centímetros de comprimento. O vidro é enviado para o Sistema de Limpeza de Vidro para maior separação.
4. Tela de notícias: separa o jornal do restante da reciclagem.
5. Separador elíptico: classifica objetos 2D de objetos 3D.
6. Ímã ferroso: puxa todos os metais ferrosos para o ímã, como latas e aço.
7. Classificador Ótico: lê os recipientes de plástico PET.
8. Separador de corrente parasita: retira todo o alumínio e materiais não ferrosos.
9. Enfardadeira de dois aríetes: empacota tudo, exceto o papelão e o filme transparente.
10. Sistema de limpeza de vidro: limpa o vidro que sai da tela de finos, retirando todas as frações leves.
11. Enfardadeira de porta fechada: enfardadeira de filme plástico transparente.
12. Motion Floor: bunkers de piso móvel que armazenam papéis corrugados e mistos.
13. Enfardadeira de carneiro simples: fardos de todos os materiais corrugados.

## Por país

### Estados Unidos
Phoenix, Arizona, começou a explorar a reciclagem de fluxo único em 1989. Um contrato foi concedido à CRCInc em 1992, e seu MRF, a primeira instalação de reciclagem em grande escala a processar materiais misturados na América do Norte, começou a operar em 1993. Posteriormente, muitos municípios grandes e pequenos nos Estados Unidos iniciaram programas de fluxo único. Em 2012, havia 248 MRFs operando nos Estados Unidos. Em 2013, 100 milhões de americanos eram atendidos por programas de fluxo único.